# Staat en revolutie
Staat en Revolutie is een boek geschreven door Vladimir Lenin in 1917 waarin de rol van de staat in de samenleving wordt beschreven, de noodzaak van een proletarische revolutie wordt benadrukt en de theoretische beperkingen van de sociaaldemocratie worden belicht in het tot stand brengen van een revolutie om de dictatuur van het proletariaat te vestigen.

## Achtergrond
Tijdens zijn ballingschap in Zwitserland in 1916, begon Lenin met het opstellen van een voorlopige versie van 'Staat en Revolutie', oorspronkelijk getiteld als 'Marxisme over de staat'.
De Tsaar Nicolaas II van Rusland werd afgezet tijdens de Februarirevolutie in 1917. In april 1917 kwam Lenin terug naar Rusland. Hij nam de leiding van de bolsjewieken op zich. Lenin verzette zich tegen de Voorlopige Regering. Na de mislukte opstand (de "Julidagen") moest hij onderduiken. In die periode heeft hij het boek Staat en Revolutie geschreven.
De 'Sovjets', de bestuursorganen bestaande uit arbeiders en boeren, fungeerden effectief als regeringen in steden zoals Petrograd en vele kleinere locaties. De gekozen leden bestonden veelal uit sociaal-revolutionairen, mensjewieken, bolsjewieken en anarchisten. De Russische bevolking was diep verontrust door de voortzetting van de Russische betrokkenheid in de Eerste Wereldoorlog en de voortdurende economische uitdagingen die daarmee gepaard gingen.
In datzelfde jaar wist Lenin de macht te grijpen. Deze gebeurtenis staat bekend als de Oktoberrevolutie. Met behulp van de Rode Garde, een paramilitaire organisatie bestaande uit revolutionaire arbeiders, matrozen en soldaten, slaagden de bolsjewieken en hun bondgenoten om het Winterpaleis te bestormen en de Voorlopige Regering van de sociaal-revolutionair Aleksandr Kerenski af te zetten.
De machtsgreep van de bolsjewieken werd echter niet door alle Russen omarmd. Er was weerstand tegen de macht van de bolsjewistische communisten. Uiteindelijk brak de Russische Burgeroorlog uit. Op 25 november vond de verkiezing van de Russische Grondwetgevende Vergadering plaats, waarbij de Sociaal-Revolutionaire Partij de meerderheid van de zetels verwierf. Een van de meest omstreden acties van de vroege Sovjetregering vond plaats op 20 januari 1918, toen de constitutionele conventie werd ontbonden.
Het boek Staat en Revolutie werd pas in 1918 op grote schaal uitgegeven.

## Korte inhoud
Lenins werk 'Staat en Revolutie' staat bekend als zijn belangrijkste verhandeling over de staat en wordt door Lucio Colletti beschouwd als "Lenins grootste bijdrage aan de politieke theorie". Volgens de marxistische geleerde David McLellan vond dit boek zijn oorsprong in een debat tussen Lenin en Boecharin in de zomer van 1916 over het voortbestaan van de staat na een proletarische revolutie.
Boecharin legde de nadruk op het 'vernietigende' aspect van de staat, terwijl Lenin benadrukte dat het staatsapparaat nodig was om degenen die eigendommen bezaten te onteigenen. In feite was het Lenin die van standpunt veranderde, en veel van de ideeën in 'Staat en Revolutie', geschreven in de zomer van 1917 – vooral de rol van de staat – waren afkomstig van Boecharin. 
Lenins directe en eenvoudige definitie van de staat is dat “de staat een speciale organisatie van geweld is: het is een organisatie van geweld voor de onderdrukking van een bepaalde sociale klasse”.  Volgens Lenin zal de staat democratisch werken voor het proletariaat, maar als een dictatuur voor de bourgeoisie. Lenin keert zich daarom tegen de liberale democratie en pleit voor een socialistische democratie.
"De dictatuur van het proletariaat, de overgangsperiode naar het communisme, zal voor het eerst democratie creëren voor het volk, voor de meerderheid, terwijl tegelijkertijd de minderheid die de uitbuiters zijn, noodzakelijkerwijs onderdrukt wordt."
Lenin onderzoekt theoretische vraagstukken over de voortzetting van de staat na de proletarische revolutie door te verwijzen naar Friedrich Engels en Karl Marx. Hij confronteert de argumenten van anarchisten, sociaaldemocraten en reformisten terwijl hij de progressieve stadia van maatschappelijke verandering beschrijft: van de revolutie naar de vestiging van 'de lagere fase van de communistische samenleving', en uiteindelijk naar 'de hogere fase van de communistische samenleving'. Deze hogere fase wordt gezien als een stabiele samenleving waarin persoonlijke vrijheid volledig tot bloei kan komen.
Lenin verdedigt vooral Marx' theorie over het communisme en het marxisme. Voornamelijk over, wanneer oude revolutionairen sterven, neemt de bourgeoisie er geen genoegen mee hen als ‘vijanden van de staat ’ te bestempelen, omdat dat politieke radicalen zou aantrekken. Dus vallen ze de theoretische geschriften van de revolutionairen aan door ze toe te schrijven aan een (antirevolutionaire) sociaaldemocratische middelmatigheid die in strijd is met 'de revolutionaire aard van Marx'; dergelijke burgerlijke intellectuelen zijn de 'revisionisten' die een mens omvormen tot een abstractie.
"Gedurende het leven van grote revolutionairen werden ze voortdurend achtervolgd door onderdrukkende klassen. Hun theorieën werden ontvangen met de meest intense boosheid, furieuze haat en genadeloze lastercampagnes. Na hun dood worden pogingen ondernomen om hen te veranderen in onschuldige iconen, bijna heilig verklaard, om zo de onderdrukte klassen te troosten en mensen te misleiden. Dit laatste ontdoet de revolutionaire theorie van haar inhoud, verzwakt haar revolutionaire essentie en maakt haar oppervlakkig. Tegenwoordig zijn zowel de bourgeoisie als de opportunisten binnen de arbeidersbeweging het eens over deze vervorming van het marxisme. Ze laten de revolutionaire kant van deze theorie weg, bedekken die of verdraaien die. Ze brengen naar voren en prijzen wat acceptabel lijkt voor de bourgeoisie.
Alle sociaal-chauvinisten noemen zichzelf nu 'marxisten' (ja, serieus!). En steeds vaker spreken Duitse burgerlijke geleerden, die tot gisteren gespecialiseerd waren in het bekritiseren van het marxisme, over de 'nationaal-Duitse' Marx. Zij beweren dat hij de vakbonden heeft opgeleid, die op zo'n voortreffelijke wijze zijn georganiseerd om arbeiders te rekruteren voor imperialistische oorlogen!"
In 'Staat en Revolutie' wordt de aard van de staat beschreven als een instrument van klassenonderdrukking. Het ontstaat uit het streven van een sociale klasse om andere klassen in de samenleving te controleren wanneer politieke en economische conflicten niet op vreedzame wijze kunnen worden opgelost. Of het nu een dictatuur of een democratie betreft, de staat blijft een middel van sociale controle in handen van de heersende klasse. Zelfs in een democratische kapitalistische republiek behoudt de heersende klasse haar politieke macht door een 'achter de schermen' controle te handhaven via algemene verkiezingen – een bedrieglijke praktijk die de idealen van 'vrijheid en democratie' hoog houdt. Hierdoor wordt de communistische revolutie gezien als de enige remedie tegen dergelijke misleiding:
1. Anarchisten streven naar de directe afschaffing van de staat. Lenin betoogt echter dat zo'n idealisme in de praktijk onhaalbaar is, omdat het proletariaat het burgerlijk verzet zou moeten onderdrukken via een instrument dat nu juist de staat is.
2. Als de staat onmiddellijk zou worden afgeschaft zonder dat de 'voorwaarden die tot het ontstaan van de staat leiden' ook worden opgeheven, zou er een nieuwe staat ontstaan en zou de socialistische revolutie haar doel missen.

In dat scenario zou het proletariaat via de dictatuur van het proletariaat een gemeenschappelijke staat oprichten, vergelijkbaar met het model van de Commune van Parijs uit 1871. Vervolgens zou het geleidelijk de tegenwerkende bourgeoisie onderdrukken, waardoor de staat zou uitdoven naarmate diens instituties "hun politieke macht beginnen te verliezen".
Dus in navolging van de conclusies van Marx over de Commune van Parijs, die Lenin als zijn model nam. Lenin verklaarde dat het de taak van de revolutie was om de staat te vernietigen. Lenin geloofde dat na een succesvolle proletarische revolutie de staat niet alleen begon af te brokkelen, maar zich ook in een vergevorderde staat van ontbinding bevond. Hoewel Lenin de staat ook beschreef als 'het gewapende en heersende proletariaat', vroeg McLellan zich af of ook dit zou verdwijnen. “voor zover het op enigerlei wijze een macht was die gescheiden was van en zich verzette tegen de massa”  had Lenin weinig te zeggen over de institutionele vorm van deze overgangsperiode. Er werd een sterke nadruk gelegd op de dictatuur van het proletariaat: “Een marxist is iemand die niet alleen de klassenstrijd erkent, maar ook de dictatuur van het proletariaat. Dit vormt het diepgaandste onderscheid tussen de marxist en de gewone kleine (en grote) burgerlijke denkwijze. Dit is de maatstaf waarop het ware begrip en de erkenning van het marxisme worden getoetst."